# Охотсько-Чукотський вулканічний пояс

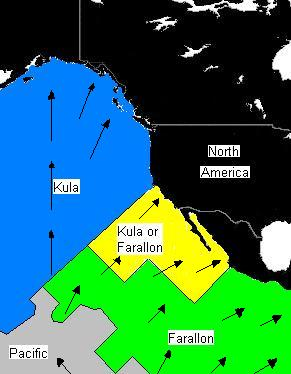
Розташування плит між 64 і 74 мільйонів років тому. Плита Кула, зображена синім

Охотсько-Чукотський вулканічний пояс (англ. Okhotsk-Chukotka Volcanic Belt (OCVB)) - вулканічний пояс крейдового періоду на північному сході Євразії. 
Охотсько-Чукотський вулканічний пояс - це одна з найбільших субдукціоних зон, пов'язана з найбільшою вулканічною провінцією в світі, протяжність близько 3200 км і включає в себе близько 2 мільйонів км3 вулканічного і глибинного матеріалу. Вулканізм в межах Охотсько-Чукотського вулканічного поясу був пов'язаний з субдукцією древньої Плити Кула, яка рухалася в північному напрямку близько 55 мільйонів років тому.